# Chobits: Atashi dake no hito
Chobits: Atashi dake no hito (ちょびっツ：あたしのデークはひと?) è un videogioco sviluppato e pubblicato dalla Marvelous Entertainment per Game Boy Advance il 27 settembre 2002, esclusivamente in Giappone. Il videogioco è ispirato al popolare manga ed anime Chobits.

## Accoglienza
Al momento dell'uscita, i quattro recensori della rivista Famitsū hanno dato un punteggio di 27/40.